# Helenistična umetnost
Helenistična umetnost je umetnost obdobja v klasični antiki, ki se je začela s smrtjo Aleksandra Velikega leta 323 pr. n. št. in končala, ko so Rimljani začeli osvajati grški svet že leta 146 pr. n. št. in se v bistvu končala leta 31 pr. n. št. z osvajanjem Ptolemajskega Egipta po bitki pri Akciju. V to obdobje spadajo številna najbolj znana dela grškega kiparstva, med njimi Laokoontova skupina, Miloška Venera in Samotraška Nike. Sledi obdobje klasične grške umetnosti, poznejša grško-rimska umetnost pa je bila v glavnem nadaljevanje helenističnih smeri.
Izraz "helenistična" se nanaša na širitev grškega vpliva in razširjanje njegovih idej na osvojena ozemlja  s koine grščino kot skupnim jezikom.  Izraz je sodoben izum; helenističen svet ni bilo le ogromno območje, ki je obsegalo celotno Egejsko morje vse do današnje Indije, ampak tudi ogromno časovno obdobje. V umetniškem smislu to pomeni, da je značilna velika raznovrstnost, ki jo pogosto imenujejo helenistična umetnost.
Ena od opredelitvenih značilnosti helenističnega obdobja je bila razdelitev Aleksandrovega imperija v manjše dinastične imperije, ki so jih ustanovili diadohi (Aleksandrovi generali, ki so postali regenti različnih regij): Ptolemajci v Egiptu, Selevkidi v Mezopotamiji, Perziji in Siriji, Atalidi v Pergamonu itd. Vse dinastije so delovale kot kraljevsko pokroviteljstvo, ki je bilo različno med mestnimi državami.
V Aleksandrovem obdobju so delovali trije umetniki: kipar Lizip, slikar Apel in graver gem Pirgotel . Po njegovi smrti je bilo obdobje velike blaginje in precejšnje ekstravagance za večino grškega sveta, vsaj za bogate. Vladarji so postali pomembni pokrovitelji umetnosti. Kiparstvo, slikarstvo in arhitektura so uspevali, vazno slikarstvo pa ni imelo več velikega pomena. Ustvarjeni so bili lepi kovinski izdelki in prevladovala je raznovrstna razkošna umetnost. Nekatere vrste popularne umetnosti so bile vse bolj prefinjene.
V pisnih virih je helenistična umetnost opisana kot dekadentni slog, ki je sledil zlati dobi klasične Grčije. Izraza baročni in rokokojski iz 18. stoletja sta se včasih sklicevala na umetnost tega celovitega in individualnega obdobja. Ponovno zanimanje za zgodovinopisje in nekatera nedavna odkritja, kot so grobnice v Vergini, lahko dajo boljšo oceno obdobja.

## Arhitektura
Na arhitekturnem področju so veliki mestni načrt in veliki kompleksi v 5. stoletju pred našim štetjem večinoma izginili iz mestnih držav . Dorski tempelj je bil praktično opuščen . To mestno načrtovanje je bilo za grški svet precej inovativno; namesto da bi preračunljivo ravnalo s prostorom s popravljanjem napak, načrti gradnje ustrezajo naravnemu okolju. Pojavijo se kraji zabave in prostega časa, predvsem so se množila gledališča in parki. Helenistične monarhije so pogosto imele veliko prostora, na katerem so lahko zgradili velika mesta: Antiohija, Pergamon in Selevkeja ob Tigrisu.
To je bil čas gigantizma: tak je bil drugi Apolonov tempelj pri Didimi, ki je 20 kilometrov od Mileta v Joniji. Zasnovala sta ga Dafnis iz Mileta in Pajonij iz Efeza konec 4. stoletja pr. n. št., vendar gradnja ni bila dokončana do 2. stoletja. Svetišče je eno največjih v sredozemski regiji: znotraj velikega dvorišča (21,7 metra do 53,6 metra) je cela, obkrožena z dvojno kolonado s 108 jonskimi stebri, visokimi skoraj 20 metrov, z bogato izrezanimi bazami in kapiteli. 

### Atene
Korintski slog je bil prvič uporabljen pri zgradbi s polnim obsegom na templju olimpskega Zevsa v Atenah.

### Pergamon
Zlasti Pergamon je značilen primer helenistične arhitekture. Od preproste trdnjave, ki je bila na akropoli, so različni atalidski kralji postavili ogromen arhitekturni kompleks. Objekti so raztreseni po akropoli tako, da je upoštevana oblika terena. Agora, ki je na jugu na najnižji terasi, meji na galerije s kolonadami ali stoo. To je začetek ulice, ki prečka celotno akropolo: ločuje upravne, politične in vojaške stavbe na vzhodu in vrhu skale od svetišč na zahodu, na sredi katerih je najpomembnejši veličasten Pergamonski oltar, znan kot oltar dvanajstih bogov ali bogov in velikanov, ena od mojstrovin grškega kiparstva. Kolosalno gledališče, ki je lahko sprejelo skoraj 10.000 gledalcev, ima klopi na brežini hriba.

## Kiparstvo
Plinij starejši je opisal kiparstvo klasičnega obdobja z opombo: Cessavit deinde ars ('potem je umetnost izginila').  Po oceni Plinija se je kip pomembneje zmanjšal po 121. olimpijskih igrah (296–93 pr. n. št.). Sledilo je obdobje stagnacije s kratkim razcvetom po 156. igrah (156–153 pr. n. št.).
V tem času je kiparstvo postalo bolj naturalistično in občuteno, prikazana so izjemna čustva. Na vrhu anatomskega realizma helenistični umetnik skuša predstaviti značaj svojega subjekta, vključno s temami, kot so trpljenje, spanje ali starost. Žanrski predmeti navadnih ljudi, žensk, otrok, živali in domačih prizorov so postali sprejemljivi predmeti za kiparstvo, ki so jih naročale bogate družine za okraševanje svojih domov in vrtov; na primer Deček si izdira trn.
Portreti moških in žensk vseh starosti so realistični, kiparji niso več prikazovali ljudi kot ideal lepote ali fizične popolnosti. Svet Dioniza, pastoralno idilo, ki jo naseljujejo satiri, menade, nimfe in sileni, so bili pogosto upodobljeni na zgodnejših poslikanih vazah in figurinah, a le redko v skulpturi naravne velikosti. Pijana ženska v Münchnu brez pridržka prikazuje staro žensko, suho, izčrpano, ki se muči s svojim kozarcem vina. 

### Portretiranje
Obdobje je pomembno tudi za portrete. Eden takih je Barberinijev Favn v Münchnu, ki predstavlja spečega Satira v sproščeni drži in z zaskrbljenim obrazom, morda plen nočne more. Podobne ideje kažejo Belvederski torzo, Počivajoči Satir, Furiettijevi Kentavri in Speči hermafrodit.
Še en slaven helenistični portret je Polievktov Demosten z dobro izdelanim obrazom in rokami.
Portret je pod vplivom rimske umetnosti naturalistično obarvan. Nova helenistična mesta so nastajala po vsem Egiptu, Siriji in Anatoliji in so zahtevala kipe, ki so prikazovali grške bogove in junake za njihove templje in javne kraje. To je naredilo iz kiparstva, podobno kot lončarstva, industrijo, posledično standardizacijo in zniževala se je kakovost. Zaradi tega je ohranjenih mnogo več helenističnih kipov kot iz klasičnega obdobja.

### Drugi klasicizem
Helenistično kiparstvo ponavlja inovacije tako imenovanega drugega klasicizma: prostostoječi goli kipi, ki omogočajo občudovanje kipa z vseh strani; proučevanje draperije in učinke preglednosti oblačil in prožnost položajev. Taka je Miloška Venera, ki spominja na klasičen model, a se razlikuje po zvitju njenih bokov.

### Barok
Sestavljena skupina kipov v eno je bila helenistična inovacija, verjetno iz 3. stoletja, ob epskih bitkah zgodnejših ostankov tempeljskih pedimentov, reliefov sten in jih postavila kot skupino kipov v naravni velikosti. Njihov slog pogosto imenujejo barok z ekstravagantno izkrivljenimi telesi in intenzivnimi izrazi na obrazih.

#### Pergamon
Pergamon se ni razlikoval samo po svoji arhitekturi: bil je tudi sedež briljantne šole kiparstva, znane kot Pergamonski barok. Kiparji, ki posnemajo prejšnja stoletja, prikazujejo mučne trenutke, ki so postali ekspresivni s tridimenzionalnimi kompozicijami, pogosto v obliki črke V in anatomskim hiperrealizmom, na primer Barberinijev Favn.

#### Galačani
Atal I. (269–197 pr. n. št.) je v spomin na zmago v Kaikosu nad Galačani dal izklesati dve seriji votivnih skupin: prva, posvečena na akropoli v Pergamonu, je slavna Galačan ubija sebe in svojo ženo, katere izvirnik je izgubljen; druga skupina, darovana Atenam, je sestavljena iz majhnih bronastih Grkov, Amazonk, bogov in velikanov, Perzijcev in Galačanov.  Artemida iz Rospigliosija v Louvru je verjetno kopija enega od njih; kopije Umirajočega Galačana so bile v rimskem obdobju zelo številne. Izraz čustev, veliko podrobnosti – bujni lasje in brki ter nasilno gibanje so značilni za pergamonski slog. 

#### Pergamonski oltar
Te značilnosti so dosegle vrh v frizu velikega Pergamonskega oltarja, okrašenega po naročilu Evmena II. (197–159 pr. n. št.) z gigantomahijo, ki se razteza 110 metrov v dolžino, v kamen je vklesana pesem, sestavljena posebej za dvor. Olimpski bogovi v njej zmagujejo, vsak na svoji strani, nad Giganti, večina je preoblikovana v divje zveri: kače, ptice roparice, leve ali bike. Njihova mati Gaja želi pomagati, vendar ne more storiti ničesar, le gleda lahko, kako trpijo pod udarci bogov.

#### Rodoški kolos
Ena redkih mestnih držav, ki ji je uspelo ohraniti popolno neodvisnost, da ni bila pod nadzorom katerega koli helenističnega kraljestva, je bil Rodos. Po tem ko ga je Demetrij Poliorket (305–304 pr. n. št.) eno leto oblegal in je preživel, so Rodošani zgradili kolos v spomin na svojo zmago. Z višino 32 metrov je bilo eno od sedmih čudes antičnega sveta. Napredek v litju brona je omogočil Grkom, da so ustvarili velika dela. Veliko velikih bronastih kipov je bilo izgubljenih, večina je bila pretopljena in bron so ponovno uporabili.

#### Laokoontova skupina
Odkrita je bila v Rimu leta 1506. Takoj jo je pregledal Michelangelo  in začel se je njen veliki vpliv na renesančno in baročno umetnost. Laokoont, ki ga davijo kače, obupno skuša oslabiti oprijem, ne da bi gledal svoje umirajoče sinove. Skupina je ena izmed redkih nearhitekturnih antičnih skulptur, ki jih je mogoče enačiti s tistimi, ki so jih omenili antični pisci. Plinij starejši ga pripisuje rodoškim kiparjem Agezandru, Atenodorju in Polidorju.
 Winckelmanna, ki je prvi opisal razlike med grško, grško-rimsko in rimsko umetnostjo, je navdihnil Laokoont. Gotthold Ephraim Lessing je v svojem Laocoonu (1766) zasnoval veliko idej o Winckelmannovih pogledih na harmonijo in izražanje v vizualnih umetnostih. 

#### Sperlonga
Drobne skulpture iz Sperlonge so še ena vrsta "baročnih" skulptur v helenističnem slogu, morda za cesarja Tiberija, ki je bil gotovo prisoten pri propadu morske jame v južni Italiji, ki so jo krasile. Napisi kažejo, da so isti kiparji izdelali Laokontovo skupino ali so bili morebiti povezani.

### Neoatika
Od 2. stoletja različni učenjaki vidijo neoatiški ali neoklasični slog kot odziv na baročne ekscese, vračanje v različico klasičnega sloga ali kot nadaljevanje tradicionalnega sloga za kultne kipe. Delavnice v slogu so večinoma izdelovale kopije za rimski trg, ki je hotel kopije klasičnih, ne pa helenističnih del. 
- Nagrobni spomenik umirajočega Adonisa, barvana terakota, etruščanska umetnost iz Toskane, 250–100 pr. n. št.
- Fragment marmornega reliefa prikazuje Perzefono (Kora), 3. st. pr. n. št., iz Pantikapajona, Tavrika (Krim), Bosporsko kraljestvo
- Nagrobnik ženske s sužnjem otrokom, ki jo obišče, okoli 100 pr. n. št. (zgodnje obdobje Rimske Grčije)
- Poznohelenistični bron – Jezdec z rta Artemizij, Narodni arheološki muzej, Atene
- Poprsje Ptolemaja I. Sotra z diademom, simbolom helenističnega kralja, Louvre
- Afrodita in Eros se borita proti Panu. Marmor, pozno 2. st. pr. n. št.
- Helenistični deli kipov iz Narodnega arheološkega muzeja, Atene
- Pozejdon iz Melosa, Narodni arheološki muzej, Atene

## Slikarstvo in mozaiki
Slike na panelih so verjetno najuglednejše umetniško sredstvo, vendar niso ohranjene. Možno je dobiti kakšno predstavo o tem, kakšni so bili iz drugih medijev in kopij ali izgubljenih slik na različnih vrstah materiala.

### Stensko slikarstvo
Stenske slike so se začele pojavljati bolj izrazito v pompejskem obdobju. Niso bile prikazane samo na krajih bogoslužja ali v grobnicah. Pogosto so bile zidne slike uporabljene za okrasitev doma. Običajne so bile v zasebnih domovih v Delosu, Prieni, Teri, Pantikapaionu, Olbiji in Aleksandriji.
Tri glavne značilnosti, ki so edinstvene za helenistični slog slikarstva, so tridimenzionalna perspektiva, uporaba svetlobe in sence in trompe l'oeil realizem.
Nekaj grških zidnih poslikav je preživelo stoletja. Najveličastnejše so na makedonskih kraljevih grobnicah v Vergini, ki kažejo, kako kakovostno je bilo grško slikarstvo. Najbolj znane kamnite slike najdemo na makedonski grobnici v Agios Athanasiosu.
Raziskovalci so bili omejeni na preučevanje helenističnih vplivov na rimskih freskah, na primer v Pompejih ali Herkulaneju. Nekatere slike v vili v kraju Boscoreale so očitno odmev na izgubljene makedonske kraljeve slike. 

#### Krajina
Najopaznejša prvina helenistične slike je pogostejša uporaba krajine. Pokrajine v teh umetniških delih predstavljajo znane naturalistične figure, hkrati pa prikazujejo mitološke in sakro-idilične elemente. Krajinske frize in mozaike so pogosto uporabljali za prikaz prizorov iz helenistične poezije, kot so tisti, ki sta jih ustvarila Herondas in Teokrit. Te krajine, ki so izražale zgodbe helenističnih pisateljev, so bile uporabljene v domovih, da bi poudarile izobraževanje in znanje te družine o literarnem svetu.
Sacro-idilično pomeni, da so najpomembnejši elementi umetniškega dela tisti, ki so povezani s svetim in pastoralno tematiko. Ta slog, ki se je najbolj pojavljal v helenistični umetnosti, združuje svete in profane elemente, ustvarja sanjsko nastavitev. Sakro-idilični vplivi se prenašajo v rimskem mozaiku Nilski mozaik iz Palestrine, ki prikazuje fantastične pripovedi z barvno shemo in običajnimi sestavinami, ki ponazarjajo Nil pri prehodu iz Etiopije v Sredozemlje. Vključevanje helenističnega ozadja je vidno tudi v delih v Pompejih, Kireni, Aleksandriji. Še posebej, zlasti v južni Rusiji, lahko cvetne značilnosti in veje najdemo na stenah in stropih, raztresenih na neurejen, a konvencionalen način, ki odražajo pozen grški slog. Poleg tega so slike "Cubiculum", ki jih najdemo v vili Boscoreale, vključevale vegetacijo in skalnato krajino v ozadju podrobnih slik velike arhitekture.

#### Mediji in tehnika
Nedavna izkopavanja v Sredozemlju so razkrila tehnologijo, ki se je uporablja v helenističnem slikarstvu. Zidna umetnost tega obdobja je uporabljala dve tehniki: secco tehniko in fresko tehniko. Tehnika freske je zahtevala, da so bile na stenah in kamnitih opažih narejene plasti mavca, bogate z apnom. Po drugi strani pa ni bila potrebna podlaga za tehniko secco, ki je uporabljala gumi arabsko in jajčno tempero za barvanje dokončanih podrobnosti na marmorju ali drugem kamnu. Ta tehnika je ponazorjena v zidnih frizih, ki jih najdemo v Delosu. Obe tehniki sta uporabljali lokalno dostopne medije, kot so terakota agregati v osnovnih slojih in naravni anorganski pigmenti, sintetični anorganski pigmenti in organske snovi kot barvila.

#### Nedavna odkritja
Nedavna odkritja vključujejo makedonske komorne grobnice in nedavno obnovljene stropne freske Nabatejcev v poslikani hiši v Mali Petri v Jordaniji. 
Nedavna arheološka odkritja na pokopališču v Pagazah (blizu sodobnega Volosa) na robu Pagaškega zaliva ali spet v Vergini (1987) v nekdanjem Makedonskem kraljestvu so razkrila nekatera izvirna dela. Na primer na grobu, ki naj bi bil domnevno grob Filipa II., je na velikem frizu upodobljen kraljevski lov na leva, izjemen po svoji kompoziciji, razporeditvi figur v prostoru in realni predstavitvi narave. V šestdesetih letih dvajsetega stoletja je bila na Delosu najdena skupina stenskih slik.

### Mozaiki
Nekateri mozaiki ponujajo precej dobro predstavo o "veliki sliki" obdobja: to so kopije fresk. Ta umetniška oblika je bila uporabljena za dekoracijo predvsem zidov, tal in stebrov.

#### Mediji in tehnika
Razvoj mozaične umetnosti v času helenističnega obdobja se je začel z mozaikom iz prodnikov, ki je najbolje predstavljen na mestu Olintos iz 5. stoletja pred našim štetjem. Tehnika je bila sestavljena iz postavljanja majhnih belih in črnih prodnikov brez posebne oblike v krožno ali pravokotno ploščo za ilustracijo mitoloških prizorov. Beli kamenčki - v nekoliko različnih odtenkih - so bili postavljeni na črno ali modro ozadje, da so ustvarili sliko. Črni oblaki so služili za orisovanje podobe.
V mozaikih z mesta Pella, iz 4. stoletja pred našim štetjem, je mogoče videti bolj razvito obliko umetnosti. Mozaiki s tega mesta prikazujejo uporabo kamenčkov, ki so bili v širšem razponu barv in tonov. Prav tako kažejo zgodnjo uporabo terakote in svinčene žice za ustvarjanje večje definicije kontur in podrobnosti slik v mozaikih.
Po tem primeru se je postopoma dodalo več materialov. Primeri takšne razširjene uporabe materialov v mozaikih iz 3. stoletja pred našim štetjem so drobno rezani kamni, kamenčki, steklo in pečena glina, znani kot tessarae - mozaični kamenček. To je izboljšalo tehniko mozaika tako, da je umetnikom pomagalo pri ustvarjanju večje definicije, večjih podrobnosti, boljšega prileganja in še širšega spektra barv in tonov. Kljub kronološkemu vrstnemu redu teh tehnik ni nobenih dejanskih dokazov, ki bi kazali na to, da so se teseri nujno razvili iz prodnatih mozaikov.
Opus vermiculatum in opus tessellatum sta bili dve različni tehniki, uporabljeni v tem obdobju izdelave mozaika. Opus tessellatum se nanaša na redaktirano kocko (majhen kamninski blok, ploščica, steklo ali drug material, ki se uporablja pri izdelavi mozaika), ki mu sledi povečana oblika, barva in material, pa tudi andamento - ali vzorec, v katerem so bile položene kocke. Opus vermiculatum se pogosto združi s to tehniko, vendar se razlikuje po kompleksnosti in ima najvišji vizualni učinek.
Večina mozaikov je bila izdelana in položena na kraju samem. Vendar pa številni talni mozaiki prikazujejo uporabo tehnike emblemata, pri kateri se plošče slike ustvarijo zunaj mesta na pladnjih iz terakote ali kamna. Ti pladnji so bili pozneje postavljeni v podlago na mestu.

#### Aleksandrov mozaik
Aleksandrov mozaik prikazuje soočenje mladega osvajalca in velikega kralja Dareja III. v bitki pri Isu, mozaik s tal v Favnovi hiši v Pompejih (zdaj v Neaplju). Verjamejo, da je to kopija slike, ki jo je opisal Plinij, ki jo je konec 4. stoletja pred našim štetjem naslikal Filoksen iz Eretrije za kralja Kasandra Makedonskega ali celo Apelove slike s samim Aleksandrom. Na mozaiku lahko občudujemo izbiro barv, sestavo vsega skupaj z gibanjem in izrazom obraza.

#### Lov na jelena
Mozaik Lov na jelena, delo Gnosisa, je mozaik iz bogatega doma v poznem 4. stoletju pr. n. št., tako imenovana Hiša ugrabljene Helene (ali Hiša posiljene Helene) v Pelli, podpis ("Gnosis epoesen", tj. ustvaril Gnosis) je prvi znani podpis umetnika mozaika. 
Emblem meji na zapleten cvetlični vzorec, ki je sam omejen s stiliziranimi upodobitvami valov.  Mozaik je iz prodnikov, s plaž in obrežij, ki so bili položeni v cement.  Kot je bilo morda pogosto, pa mozaik v glavnem kaže sloge slikarstva. Svetle figure na temnejšem ozadju lahko označujejo rdečefiguralni dekorativni slog. Mozaik uporablja tudi senčenje, ki ga Grki poznajo kot skiagrafia, v prikazih mišičja in halje figur. Skupaj z uporabo prekrivajočih se figur za ustvarjanje globine postane slika tridimenzionalna.

#### Nilski mozaik iz Palestrine
Nilski mozaik iz Palestrine je pozni helenistični talni mozaik, ki prikazuje Nil pri prehodu iz Etiopije v Sredozemlje.

#### Sosos
V helenističnem obdobju se je tudi razvil mozaik kot tak, zlasti z delom Sososa iz Pergamona, dejavnega v 2. stoletju pred našim štetjem in edinega mozaičnega umetnika, ki ga je navedel Plinij.  Njegov okus za optično iluzijo (trompe l'oeil)  in učinke medija najdemo v številnih delih, ki so mu pripisana, kot sta Nepometena tla v Vatikanskih muzejih , ki predstavlja ostanke repa (ribje kosti, kosti, prazne lupine itd.), in Skleda z golobicami v muzeju na Kapitolskem griču, znanem po reprodukciji, odkriti v Hadrijanovi vili. Štiri golobice so na robu posode, napolnjene z vodo. Ena izmed njih se poliva, medtem ko druge počivajo, kar ustvarja učinke odsevov in sence, ki jih je umetnik naštudiral do popolnosti.

#### Delos
Po mnenju francoskega arheologa Françoisa Chamouxa mozaiki iz Delosa na Kikladih predstavljajo zenit mozaične umetnosti helenističnega obdobja, ki uporablja tesere – kockice za oblikovanje kompleksnih, barvitih prizorov. Ta slog mozaika se je nadaljeval do konca antike in bi lahko vplival na široko uporabo mozaikov v zahodnem svetu v srednjem veku.
- Mozaik nimfe iz palače velikega mojstra vitezov z Rodosa, 2. st. pr. n. št.
- Bog Dioniz jezdi na tigru, iz Dionizove hiše na Delosu, 2. st. pr. n. št.
- Helenistična terakotna pogrebna stenska poslikava, 3. st. pr. n. št.

## Keramika
Helenistično obdobje se je začelo takoj po veliki dobi poslikavanja starogrške keramike morda zato, ker je povečana blaginja povzročila večjo uporabo finih kovinskih predmetov (zelo malo ohranjenih) in upad fine poslikane posode – vaze (izraz, ki se uporablja za vse oblike keramičnih posod). Večina vaz je črna in enotna s svetlečim videzom, ki se približuje barvi laka, okrašena z enostavnimi motivi cvetov ali girland. Oblike posod pogosto temeljijo na kovinskih oblikah: laginos je značilen za to časovno obdobje. Obarvane vrste, ki nadaljujejo izdelavo v helenistično obdobje, so vaze iz Hadrije (helenistično poslikane hidrije) in panatenajske amfore.

### Megarska posoda
Prav tako je obdobje tako imenovane megarske posode: s kalupi narejene posode z reliefno dekoracijo, nedvomno posnemajoče posode iz plemenitih kovin. Vijugasti reliefi so bili oblikovani na trupu posode. Našli so tudi kompleksnejše reliefe, ki temeljijo na živalih ali mitoloških bitjih.

#### Zahodnopobočna posoda
V Atenah je do konca 4. stoletja pr. n. št. rdečefiguralna keramika izumrla, zamenjala jo je zahodnopobočna posoda, imenovana po najdbah na zahodnem pobočju Atenske akropole. Bila je poslikana na rjavi podlagi, belo poslikana in na žganem črnem ozadju z nekaterimi vrezanimi podrobnostmi. 
Prikaza ljudi je manj, zamenjali so jih preprostejši motivi, kot so venci, delfini, rozete itd. Variacije tega sloga so se v celotnem grškem svetu razširile iz znamenitih središč na Kreti in v Apuliji, kjer so še naprej uporabljali figurativne prizore.

#### Apulijska posoda

##### Gnatijske vaze
Gnatijske vaze (apulijsko vazno slikarstvo) so še vedno delali ne samo v Apuliji, ampak tudi v Kampanji (kampanjsko vazno slikarstvo) ter pestumsko in sicilijansko vazno slikarstvo.

##### Posode iz Canose
V Canosi di Puglia v južni Italiji v 3. stoletju pred našim štetjem lahko najdemo vaze s popolnoma tridimenzionalnimi dodatki. Njihova pomembna značilnost so vodotopne barve. Modra, rdeča, rumena, svetlo vijolična in rjava barva je bila nanesena na belo podlago.

#### Posoda iz Centuripeja
Posoda iz Centuripeja na Siciliji, ki je bila imenovana "zadnji vzdihljaj grškega vaznega slikarstva", je v celoti obarvana s tempero, vključno s skupinami figur, naslikanih po žganju, kar je v nasprotju s tradicionalno prakso. Krhkost pigmentov je preprečevala pogostost uporabe teh vaz; uporabljali so jih na pogrebih, mnoge pa so bile namenjene za okras, na primer s pokrovi, ki se niso dvignili. Praksa se je morda nadaljevala v 2. stoletju pred našim štetjem, zaradi česar so mogoče zadnje poslikane z velikimi figurami.  Delavnica je delovala do 3. stoletja pred našim štetjem. Za te vaze je značilna osnovna rožnata barva. Figure, pogosto ženske, so zastopane v barvnih oblačilih: modro-vijolični kiton, rumena himation, bela tančica. Slog spominja na Pompeje in so bolj iskane od pomembnih sodobnih slik ali kot rdečefiguralna lončenina.

### Terakotne figurine
Opeko in ploščice so uporabljali za arhitekturne in druge namene. Izdelava grških terakotnih figurin je postajala vse pomembnejša. Predstavljale so božanstva in predmete iz vsakdanjega življenja. Sprva so jih uporabljali za verske namene, terakota je bila v helenistični Grčiji pogosteje uporabljena za pogrebne in čisto dekorativne namene. Prefinjenost teh oblik je omogočila ustvarjanje resničnih miniaturnih kipov z visoko stopnjo natančnosti, običajno so poslikane.
Nekaj grških slogov se je nadaljevalo v rimskem obdobju, grški vpliv, ki je bil deloma prenesen prek antičnih Etruščanov na antično rimsko keramiko, je bil precejšen, zlasti pri figuricah.

#### Tanagrijske figurine
Tanagrijske figurice iz Tanagre v Beociji in drugih središčih, živahnih barv, najpogosteje predstavljajo elegantne ženske v privlačnih prizorih. V Smirni v Mali Aziji sta se vzporedno pojavljala dva večja sloga: predvsem kopije mojstrovin velikega kiparstva, kot je Farnesejev Herkul v pozlačeni terakoti.

##### Groteske
Povsem druga zvrst so "groteske", ki nasilno nasprotujejo kanonu grške lepote: koroplathos (oblikovalec figurin) je popačil telesa, ki so v zapletenih položajih, to so grbavci, epileptiki, vodenoglavci, debele ženske itd. Morda so bili medicinski modeli, saj je bila Smirna znana po svoji medicinski šoli. Lahko pa bi bile preprosto karikature, zasnovane za izzivanje smeha. Pogoste so bile tudi v Tarzu in tudi v Aleksandriji.

##### Temnopolti kipci
Pojavili so se zlasti v ptolemejskem Egiptu: kipci črnih adolescentov so bili znani do rimskega obdobja.  Včasih so bile pomanjšane oblike velikih skulptur, tako da najdemo številne miniaturne primere Tihe (Sreče ali Naključja) v Antiohiji, katerih izvirnik je iz začetka 3. stoletja pred našim štetjem.
Helenistične lončarske oblike je mogoče najti v Taksili v sodobnem Pakistanu, ki jo je Aleksander osvojil z grškimi obrtniki in lončarji.
- Lekitos v slogu Gnatija – Eros, figura se igra z žogo, Apulija (Magna Graecia), Italija, tretja četrtina 4. st. pr. n. št.
- Krater z dekorativnim reliefom, 330–320 pr. n. št.
- Askos v obliki ženske glave, 270–200 pr. n. št., iz Canose di Puglia
- Tanagrijska figurina igra na panduro, 200 pr. n. št.

## Drobna umetnost

### Kovinska umetnost
Veliko bronastih kipov so pretopili, a še vedno je veliko manjših predmetov. V helenistični Grčiji je bilo dovolj surovine po osvajanjih vzhoda.
Delo na kovinskih vazah je prineslo nov volumen: umetniki so med seboj tekmovali z odlično virtuoznostjo. Tračanski zaklad iz Panadžurišta (v sodobni Bolgariji), vsebuje grške predmete, kot so zlata amfora z dvema kentavroma, ki tvorita ročaje, fiale, ritone, vse iz 24-karatnega zlata.
Krater iz Dervenija iz bližine Soluna je velik krater z volutami, iz zlitine brona in kositra v spretno izbranem razmerju, ki mu daje odličen zlat lesk brez uporabe zlata, iz približno 320 pr. n. št., ki tehta 40 kilogramov in je fino okrašen z 32-centimetrskim frizom figur v reliefu, ki predstavlja Dioniza, obkroženega z Ariadno in njeno procesijo satirov in menad. Vrat je okrašen z okrasnimi motivi, medtem ko štirje satiri v visokem reliefu udobno sedijo na ramenih posode.
Razvoj je podoben v umetnosti nakita. Draguljarji časa, ki so se odlično obdelovali podrobnosti v filigranu: pogrebni venci imajo zelo realistične liste dreves ali stebel pšenice. V tem obdobju je uspevalo vgrajevanje dragih kamnov.

### Steklo in gliptična umetnost
V helenističnem obdobju so Grki, ki so do takrat poznali le ulivanje stekla, odkrili tehniko pihanja stekla, kar je omogočilo nove oblike. Z začetkom v Siriji se je umetnost stekla razvila zlasti v Italiji. Ulivanje stekla se je nadaljevalo predvsem pri ustvarjanju nakita (gema).
Umetnost graviranja draguljev skoraj ni napredovala in bila tako omejena pred množično proizvodnjo. Kot nadomestilo se je pojavila kameja. To je v reliefu graviran kamen, ki je sestavljen iz več barvnih slojev, kar omogoča, da se predmet razstavi glede na relief v več kot eno barvo. Helenistično obdobje je ustvarilo nekaj mojstrovin, kot so Gonzagova kameja, ki je zdaj v muzeju Ermitaž. in spektakularne rezbarije v kamnu, kot je Ptolemejev pokal v Parizu.

### Kovanci
Kovanci se v helenističnem obdobju vse bolj uporabljajo za portrete. 
- Zlati larnaks (zabojček) Filipa II. Makedonskega, ki je vseboval njegove ostanke, 336 pr. n. št. tehta 11 kg in je narejen iz 24-karatnega zlata. Vergina, Grčija
- Zlati nakit, ki se nosi kot okras za lase, 3. st. pr. n. št., Stathatos Collection, Narodni arheološki muzej Atene
- Gonzagova kameja
- Apolonij Atenski, zlat prstan s portretom v granatu, okoli 220 pr. n. št.
- Filip V. Makedonski, "dragi Grki", nosi kraljevi diadem

## Poznejše rimske kopije
Zaradi rimskega nakupa, porabe elite in povpraševanja po grški umetnosti so grški in rimski umetniki, zlasti po ustanovitvi Rimske Grčije, poskušali reproducirati marmorne in bronaste umetniške predmete iz klasične in helenistične dobe. To so storili z ustvarjanjem kalupov izvirnih skulptur, izdelavo mavčnih odlitkov, ki bi jih poslali kateri koli kiparski delavnici v Sredozemlju, kjer bi se ta umetniška dela lahko kopirala. To so bile pogosto zveste reprodukcije izvirnikov, vendar so drugi časi združili več elementov različnih umetniških del v eno skupino ali pa so preprosto dodali rimske portretne glave že obstoječim atletskim grškim telesom. 